# 茨城県を舞台とした作品一覧
茨城県を舞台とした作品一覧（いばらきけんをぶたいとしたさくひんいちらん）では、茨城県内をモチーフあるいはロケーション撮影地にした小説、映画、テレビドラマ等を記述する。

## 文芸・小説
- アイロンのある風景
- ある町の高い煙突
- ウエハースの椅子（江國香織）
- 梅里先生行状記（吉川英治）
- 応化戦争記シリーズ
- 大洗おもてなし会議 四七位の港町にて（矢御あやせ）
- 大洗にも星はふるなり
- 俺の脳内選択肢が、学園ラブコメを全力で邪魔している
- 傘をもたない蟻たちは
- 鹿島臨海殺人悲曲（草野唯雄）
- 雲ながるる果てに 戦歿飛行予備学生の手記
- 原発・日本絶滅（生田直親）
- 最後の将軍 徳川慶喜（司馬遼太郎）
- 桜田門外ノ変
- 佐竹義重　伊達も北条も恐れた常陸の戦国大名（近衛龍春）
- 佐竹義重・義宜　伊達政宗と覇を争った関東の名族（志木沢郁）
- 佐竹義宜　秀吉が便り家康が恐れた北関東の大名（近衛龍春）
- 時間の習俗
- 下妻物語
- 常羽有情（土井輝雄）
- 将門記
- 書店ガール
- 新世界より (小説)
- 新特急スーパーひたち殺人旅行（斎藤栄）
- 平将門（海音寺潮五郎）
- 超高速!参勤交代
- 塚原卜伝（中山義秀）
- 塚原卜伝十二番勝負（津本陽）
- 土 (小説)
- 妻の超然
- 東海村原発殺人事件（生田直親）
- 徳川慶喜（堀和久）
- 図書館戦争
- 十津川警部鹿島臨海鉄道殺人ルート（西村京太郎）
- 常陸国風土記
- ひっぱたけ 茨城県立利根高校そふぃとテニス部（川添枯美）
- 放課後バトルフィールド
- 僕たちの戦争
- ぼくと、ぼくらの夏
- 万葉集の謎殺人事件（深谷忠記）
- 水戸の偽証（津村秀介）
- 水戸光圀（山岡荘八）
- 水戸光圀（村上元三）
- 鳴弦の巫女
- 名将佐竹義亘（南原幹雄）
- 夜のピクニック
- 渡良瀬 (小説)

## 絵画
- 常州牛堀

## 映画
- あゝ予科練
- ある機関助士
- ある町の高い煙突
- いちばんきれいな水
- 牛久 (映画)
- 海ガメの約束
- 王国（あるいはその家について）
- 大洗にも星はふるなり
- 大木家のたのしい旅行 新婚地獄篇
- 男はつらいよ 寅次郎真実一路
- ガールズ&パンツァー 劇場版
- 鹿島パラダイス
- 河童 (1994年の映画)
- ガマの油 (映画)
- 今日に生きる
- 恋するトマト
- ゴジラ2000 ミレニアム
- ゴジラvsスペースゴジラ
- ゴジラvsデストロイア
- ゴジラvsビオランテ
- 米 (映画)
- 桜田門外ノ変
- さらば愛しき大地
- 下妻物語
- 新・座頭市物語
- 親鸞 白い道
- 水郡線三部作
- 太陽を盗んだ男
- 超高速!参勤交代
- 土
- 棘の中にある奇跡 〜笠間の栗の木下家〜
- 図書館戦争-THE LAST MISSION-
- 日本暗殺秘録
- HAZAN
- ピンチランナー (映画)
- ブルーアワーにぶっ飛ばす
- ぼくと、ぼくらの夏
- またいつか夏に。
- ローリング (映画)

## テレビドラマ
- アゲイン!!
- がきんちょ〜リターン・キッズ〜
- 傘をもたない蟻たちは
- 風と雲と虹と
- さわやか3組
- 時間の習俗
- スクールウォーズ2
- 塚原卜伝 (テレビドラマ)
- 徳川慶喜 (NHK大河ドラマ)
- 特別編必殺仕事人 恐怖の大仕事 水戸・尾張・紀伊
- ねばる女
- 鳩子の海
- ひよっこ (テレビドラマ)
- 僕たちの戦争
- マラソン (テレビドラマ)

## テレビ番組
- このまちだいすき
- 7男2女11人の大家族石田さんチ!

## 漫画
- アゲイン!!
- いちばんきれいな水
- お前はまだグンマを知らない
- おもいで停留所〜バスに君が乗っていた頃〜
- 俺の脳内選択肢が、学園ラブコメを全力で邪魔している
- ガールズ&パンツァー
- 葛本さんちの四兄弟
- 恋する小惑星
- 桜trick
- 新世界より (漫画)
- 翔んで埼玉
- 卓球Dash!!
- ファントム無頼
- V8キッド
- ふぐマン
- 燃えろ!クロパン
- ももくり

## テレビアニメ
- あぐかる
- FNS地球特捜隊ダイバスター
- お前はまだグンマを知らない
- 俺の脳内選択肢が、学園ラブコメを全力で邪魔している
- ガールズ&パンツァー
- 恋する小惑星
- 新世界より (アニメ)
- ももくり
- ラブライブ!スーパースター!! 3期に牛久市が登場

## ラジオドラマ
- 僕たちの戦争

## 音楽
- 潮来笠
- 潮来花嫁さん
- 筑波山麓合唱団
- 若鷲の歌

## ゲーム
- PARA-SOL